# Inmigración italiana en Perú
La inmigración italiana en Perú ha sido una de las corrientes migratorias de italianos con mayor importancia en América del Sur. La inmigración italiana empezó durante el Virreinato del Perú. Sin embargo, el pico de inmigrantes llegó en 1876 con el auge del guano, llegando ciudadanos italianos al puerto del Callao. En los años siguientes, de 1914 hasta 1950, hubo sucesivas olas de inmigrantes italianos debido a las guerras mundiales, que destruyeron gran parte de las ciudades italianas, llegando algunos de ellos provenientes de las comunidades italianas más numerosas de Argentina y Brasil, principalmente comerciantes, campesinos y técnicos que luego formaron familia en territorio peruano.

## Historia

### Inicios
La emigración de italianos hacia Perú, se inició gradualmente durante los siglos XVI y XVII y se hizo posible debido a la alianza que España tenía con algunos estados italianos como el Ducado de Milán, el Reino de Nápoles y la República de Génova, formaban parte del dominio español; por ello, muchos italianos ligures fueron reclutados capitanes de Nao y marinos mercantes, debido a la carencia de estos expertos, en la marina española.
A inicios del siglo XIX, se dio un gradual aumento de italianos del norte de Italia al Perú. Las primeras décadas la mayoría de los inmigrantes eran fundamentalmente genoveses. Los más ricos comerciantes italianos en Perú desde las primeras décadas del siglo XIX, estaban relacionados con el comercio marítimo. Según informaciones de los primeros cónsules sardos, de una muestra de 52 % ricos italianos en el Perú, 28 % se ocupaban del comercio naval, uno era médico, el otro prestamista. De los 38 % dedicados al comercio, cuatro eran vicecónsules en ciudades del interior del país. Entre los que pueden ser considerados los pioneros de la moderna inmigración italiana al Perú se encuentran cinco comerciantes genoveses y ligures llegados en la primera década del siglo XIX: como Antonio Venzano Dagnino quien redujo y abrevió su apellido a Antonio Dagnino quien llegó y radicó en el Callao desde 1802, y Felice Valega Lanza, quien llegó al Perú en 1806, y quienes junto con otros «capitanes de Nao» y «marinos mercantes», que se establecieron definitivamente en territorio peruano; Valega era natural de Spotorno, pequeño puerto de la ribera oeste de la Liguria, y llegó en el mismo barco que trajo a José Fernando de Abascal, trigésimo octavo y último virrey del Perú (1806-1816).
El caso más distinguido fue el de Giovanni Battista Pastene (Pegli, Génova, 1507-1580), noble genovés que fue almirante del Ejército Español en los mares del sur, luchó en el Perú durante la guerra civil junto con los conquistadores españoles, desde 1545 hasta 1548. Los primeros emigrantes italianos fueron en gran parte marineros, comerciantes, clérigos y algunos artistas renacentistas, representantes de la escuela romana de pintura, como los casos del jesuita manierista Bernardo Bitti y el de Mateo Pérez de Alesio, autor de la imagen bíblica del Antiguo Testamento en la Capilla Sixtina. Ambos ejercieron una influencia decisiva en la formación de la escuela de pintura colonial del Perú. Otro caso notorio es el del italiano Antonio Ricciardi, quien fue nuestro primer tipógrafo, natural de Turín, quien llegó al Perú desde el Virreinato de México y trajo consigo la primera imprenta que se estableció en Sudamérica en el año de 1584 por encargo de los padres jesuitas; y sus primeras obras tres catecismos de Doctrina Cristiana en las lenguas aymará y quechua.
Esta primera emigración colonial era muy pequeña: los italianos en Lima entre 1 532, hasta mediados del siglo XVII sumaban una población de 343 ciudadanos genoveses, y algunos venecianos; en su gran mayoría del norte.
Entre los casos más destacados de presencia italiana en Perú de principios del siglo XVIII, encontramos la figura del Virrey Carmíneo Nicolás Caracciolo 5° Príncipe de Santo Buono, grande de España. Caracciolo llevó al Perú a un grupo de artesanos italianos que crearon una escuela artística y dejaron innumerables obras de arte. Un aporte significativo es el del compositor milanés Roque Ceruti (1685-1760) que impuso el barroco musical italiano en el Perú; habiendo sido maestro de capilla del palacio virreinal, durante el gobierno de Manuel de Oms y de Santa Pau marqués de Castelldosríus y vigésimo cuarto virrey del Perú (1707–1710); luego en la Catedral de Trujillo y finalmente en la Catedral de Lima.
Andrés Bolognesi, padre del héroe peruano de Arica, Francisco Bolognesi, fue otro músico influyente, maestro de capilla de música y organista de la Catedral de Lima (16 de septiembre de 1807), durante los años de la emancipación.

### Era del Guano
Entre 1845 y 1866 en plena Era del Guano, los italianos tuvieron una presencia constante en el Perú, ya que en dicho período se potencia la inmigración efectiva. Estos flujos migratorios fueron continuos en el tiempo y en número más elevado de inmigrantes, con el auge del guano de las islas en Perú. Desde dicho periodo hasta 1880, los dos gobiernos de Ramón Castilla (1845-1851 y 1855-1862) recaudó ingentes recursos económicos gracias al guano. Fue un período de congruente prosperidad y estabilidad política.

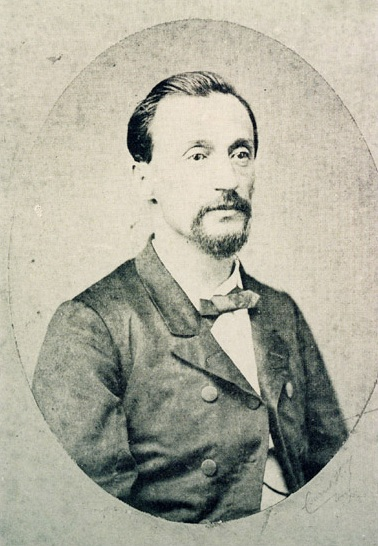
Antonio Raimondi, naturalista italo-peruano.

 En el año de 1850, el naturalista y hombre de ciencia milanés Antonio Raimondi llegó a Lima, empezando su enciclopédico estudio del Perú como geógrafo y científico. Los italianos que llegaron al Perú en esos siglos inicialmente se transformaron en comerciantes que se dedicaban al negocio del cabotaje y la venta al por menor, pero con el pasar de los años se convirtieron en exitosos empresarios de diversas industrias, como la agrícola, textil (Santa Catalina, San Jacinto y El Pacífico), alimentaria (Pedro D'Onofrio, Eugenio Cogorno y Luigi Nicolini Bollentini), vitivinícola (Santiago Queirolo Raggio, Bodegas y Viñedos Tabernero de la familia Rotondo); la pesca (Marco Ghio Costa), petróleo (Faustino G. Piaggio), y algunos también en las finanzas como Gio Batta Isola.

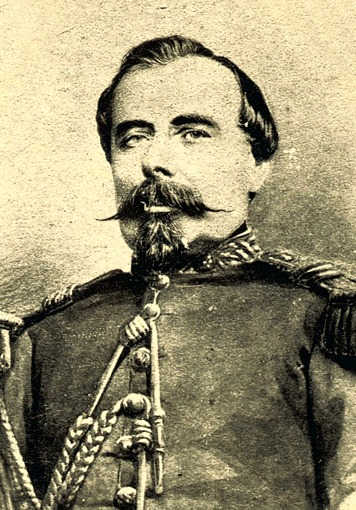
Francisco Bolognesi, italo-peruano, héroe nacional del Perú y Patrono del Ejército del Perú.

En 1851 obtuvo la ciudadanía peruana Giuseppe Garibaldi.
Francisco Bolognesi es considerado héroe nacional y fue declarado Patrono del Ejército del Perú por el gobierno del Perú en 1951 (Orden General del Ejército de 1951); con posterioridad, el Senado de la República, el 11 de octubre de 1989, el proyecto de Ley aprobado emitido por el poder legislativo es remitido al Presidente del Perú Alan García Pérez quien en uso de sus facultades promulgó la Ley N° 25128 el 30 de noviembre de 1989, que confiere el título honorífico de “Gran Mariscal del Perú” al héroe máximo, y Patrono del Ejército del Perú.
Claudio Rebagliati fue el músico más influyente en el Perú a fines del siglo XIX, a quien se debe la versión definitiva del Himno Nacional y adicionalmente, la recopilación y arreglos de música folklórica peruana, principalmente costeña (álbum sudamericano).
En 1857, los italo-peruanos eran 3142, en 1876 alcanzaron a ser casi 10 000, concentrados casi todos en Lima y el Callao.

#### Guerra del Pacífico
Durante la Guerra del Pacífico, la Compañía de bomberos Garibaldi, levantado por la colonia italiana, acudieron a sofocar el fuego provocado por la destrucción chilena, al ver este suceso la oficialidad chilena dio la orden de detenerlos y fusilarlos. El 14 de enero de 1881, los 13 italianos miembros bomberiles fueron formados en las laderas del Morro Solar y fusilados.
Como consecuencia de la guerra del Pacífico, algunos se marcharon. Antes de la Primera Guerra Mundial hubo una emigración de algunos centenares de campesinos italianos, originarios del sur de Italia (Campania, Calabria) y del Véneto hacia otros países latinoamericanos como es el caso de Argentina y Brasil.

### Segunda Guerra Mundial
Durante la Segunda Guerra Mundial, y al igual que los japoneses, muchos italianos fueron perseguidos por defender el régimen político de aquella época. Actualmente la emigración italiana se ha estabilizado y desde 1970 pocos emigran de Italia al Perú. En 2007, las autoridades italianas declararon que casi 26 000 personas de pasaporte italiano estaban residenciadas en el Perú, pero muchas tienen doble pasaporte y son descendientes de italianos (que han nacido en esta nación latinoamericana y que han solicitado el pasaporte italiano para residir y trabajar en Italia o en otros países miembros de la Unión Europea). En la actualidad, existe una gran cantidad de familias con apellidos italianos que no tienen documentación original de antepasados italianos.
El Museo de Arte Italiano se entregó al Perú como donación por parte de la comunidad italiana, residente en el Perú, auspiciada por el ciudadano italiano Gino Salocchi, expresidente del Banco Italiano de Lima, hoy Banco de Crédito del Perú (BCP), en el marco de las celebraciones por el Centenario de la Independencia del Perú en 1921. El Museo de Arte Italiano desde el 15 de octubre de 1974, es considerado como Patrimonio Cultural de la Nación.

### Comunidad italiana contemporánea

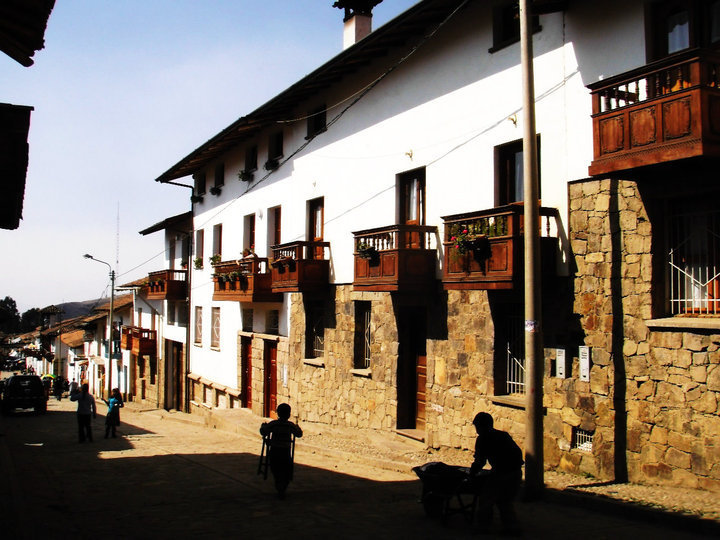
Casas italianas de estilo lombardo en Chacas, Ancash. El pueblo alberga a unos 50 italianos, por lo que es la comunidad que vive directamente relacionada más grande del país.

En las primeras décadas del siglo XX, concluyó la emigración desde la región de Liguria y comenzó otra proveniente del sur de Italia (Basilicata, Sicilia).
En 1901 se tiene registro que vivían cerca de 9684 italianos en territorio peruano y en 1906 alcanzó el pico de 16 000 italianos viviendo en el país, cuya cifra bajo significativamente debido a la baja en la industria manufacturera local.
La comunidad italiana tiene en la escuela "Colegio Antonio Raimondi" de Lima su principal centro de estudios, especializado en la difusión del idioma italiano, como el liceo Alonso Salvatore, Alfonso Vitale y Andrés Michelatto, entre otros.
El pueblo de Chacas, en Áncash, alberga una comunidad de ciudadanos italianos desde mediados de los años 80, provenientes en su mayoría, del norte de Italia. Son misioneros laicos voluntarios dedicados a la ONG Operación Mato Grosso, y su número fluctúa entre las 50 y 80 personas quienes, al cabo de dos o tres años, retornan a su país natal. Algunos de los extranjeros se han asentado definitivamente en Chacas uniéndose entre connacionales o con lugareños.